# Lapurdi
Lapurdi (Lapurdi en euskera, Labourd en francès, i Labord en occità gascó) és un dels set territoris del País Basc. Administrativament forma part del departament francès dels Pirineus Atlàntics, a la regió d'Aquitània. Alhora està situat vora el golf de Biscaia i limita al sud amb Guipúscoa i la Comunitat Foral de Navarra, a l'est amb la Baixa Navarra i al nord amb el departament de les Landes. Baiona se sol considerar la capital cultural del territori. El nom de Lapurdi ve del nom romà Lapurdum, ciutat que podria coincidir amb l'actual Baiona.

## Demografia

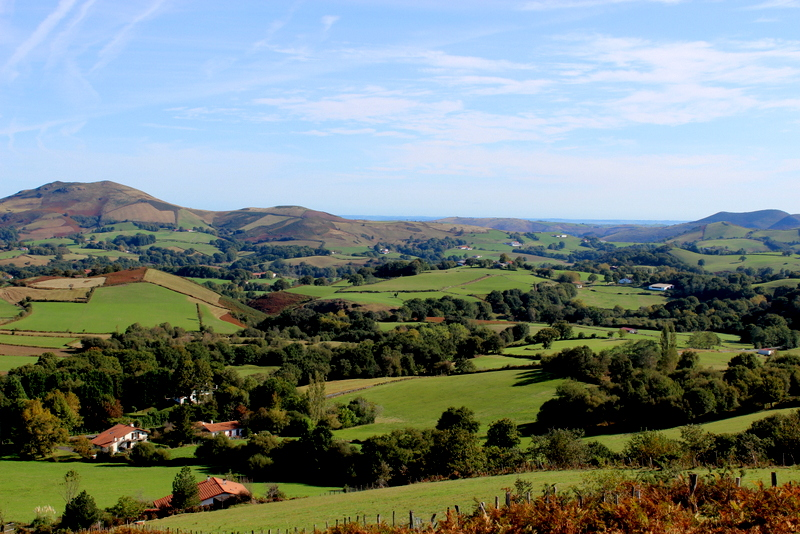
Paisatge de Lapurdi

Segons les dades de l'INSEE la població de Lapurdi era de 238.339 habitants el 2007. El paisatge poblacional del territori presenta una gran nucli urbà compost per les ciutats de Biarritz, Anglet i Baiona (que formen la BAB) amb una població de 110.000 habitants, i la resta del territori, de caràcter més rural, que té quasi 128.000 habitants. Com a ciutats més importants hi ha Baiona, Anglet i Biarritz (amb més de 25.000 cadascuna) així com Hendaia i Donibane Lohizune (amb més de 10.000).

## Llengua
Al territori s'hi han parlat històricament l'euskara i en menor mesura l'occità (dialecte gascó), fet que es reflecteix clarament en la toponímia, per exemple. El dialecte labortà és el majoritari, tot i que també es parla baix navarrès a l'est de Lapurdi (a Lekuine). L'àrea de predomini lingüístic històric de l'euskara comprèn tot el territori menys una franja septentrional de transició amb el dialecte occità gascó que engloba els municipis d'Anglet, Bocau, Baiona, Ahurti, Bardoze i Gixune.
Segons un estudi estadístic de 2006 el 25,4% de la població de Lapurdi coneixia l'euskera (de forma diversa, des de parlant nadiu a bilingüe passiu). Tanmateix el seu coneixement varia molt de l'aglomeració urbana Biàrritz-Anglet-Baiona (on el 14% és bascoparlant) a la resta del territori interior (on els bascoparlants representen el 37% de la població).

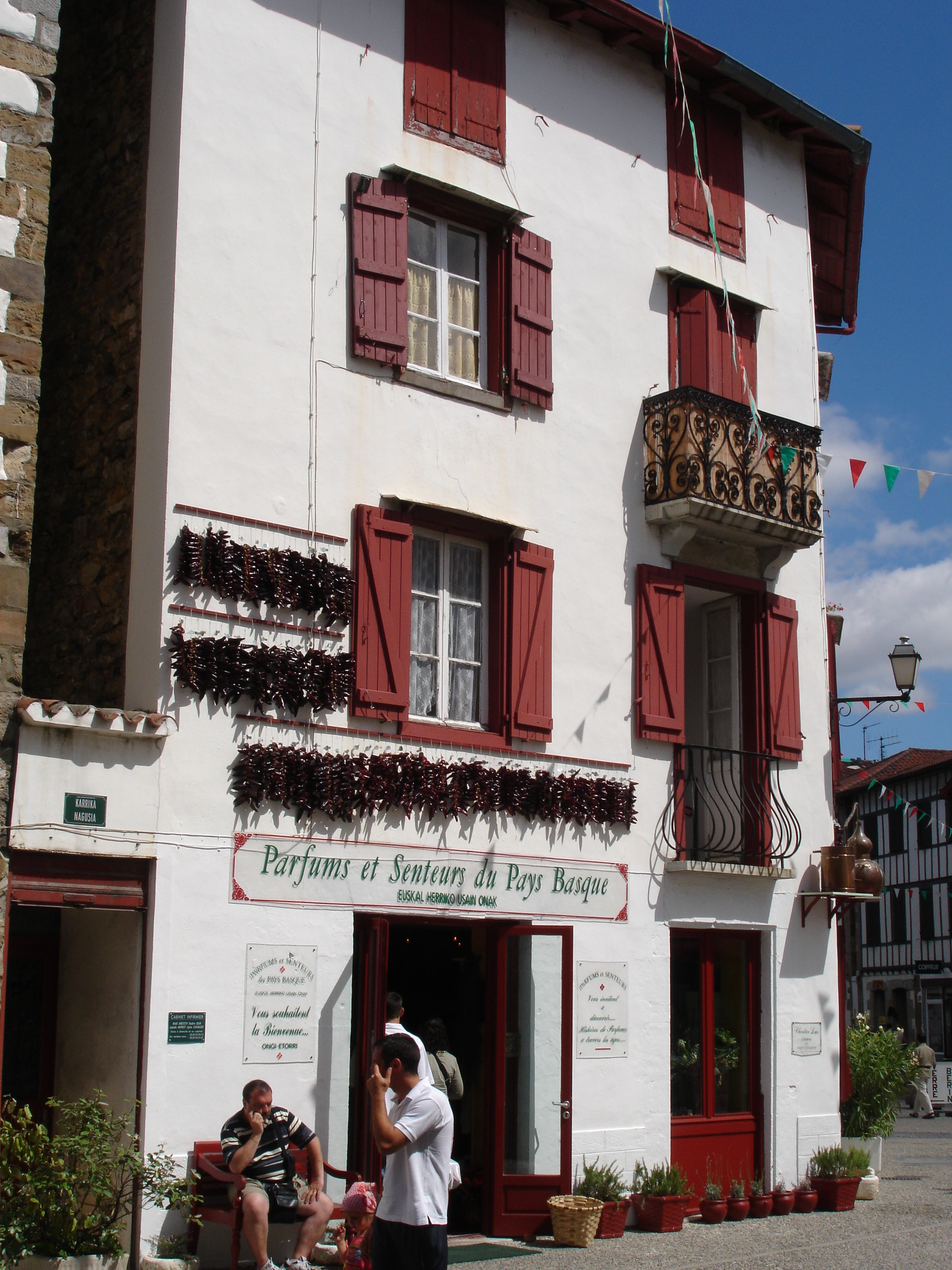
Casa d'Ezpeleta. A la façana hi ha penjats a assecar pebrots vermells d'Ezpeleta (en basc Ezpeletako Biperrak), que tenen denominació d'origen i es conreen en deu municipis de Lapurdi